# ADME

Esquema de las siglas ADME o LADME.

En farmacología, el acrónimo ADME significa Absorción, Distribución, Metabolismo y Excreción y se utiliza para describir la disposición de un compuesto farmacéutico en el organismo. Esos cuatro criterios tienen una influencia directa sobre el nivel del fármaco y su farmacocinética al ser expuesto a los tejidos y por tal razón, influencian el rendimiento y actividad farmacológica del compuesto medicamentoso.
Ocasionalmente, el potencial o toxicidad real de un compuesto se toma en cuenta (ADME-Tox o ADMET). Cuando la liberación del fármaco de sus excipientes o de la forma galénica en que se incluye es también tomada en cuenta se habla del acrónimo LADME. Lógicamente, la inclusión de ambos criterios da lugar al acrónimo LADMET o LADME-Tox
- Liberación
- Absorción
- Distribución
- Metabolismo
- Excreción
- Toxicidad

Los químicos computacionales se encargan de intentar predecir las cualidades ADME-Tox de los fármacos usando métodos como la relación cuantitativa de propiedad-estructura (QPSR, por sus términos en inglés) o la relación cuantitativa de estructura-actividad (QSAR, por el mismo motivo).